# Barbara Harris
Barbara Harris (Evanston, 25 luglio 1935 – Scottsdale, 21 agosto 2018) è stata un'attrice statunitense.

## Biografia
Studiò recitazione alla Goodman School of Theatre e fece parte del celebre gruppo teatrale "The Second City" di Chicago insieme con altri colleghi quali Alan Arkin, Elaine May e Mike Nichols, con i quali arrivò a New York all'inizio degli anni sessanta. Maturò esperienze di successo a Broadway sia come attrice che come regista, vincendo nel 1967 un Tony Award alla miglior attrice protagonista in un musicalper la commedia The Apple Tree.
Il suo debutto sul grande schermo risale al 1965, quando ottenne un piccolo ruolo nel film L'incredibile Murray - L'uomo che disse no di Fred Coe, accanto a Jason Robards, e si impose subito come caratterista comica. Successivamente si specializzò in personaggi di donne perdenti, come la frustrata Muriel in Appartamento al Plaza (1971) di Arthur Hiller, l'aspirante cantante in Chi è Harry Kellerman e perché parla male di me? (1971) di Ulu Grosbard, che le valse la candidatura all'Oscar alla migliore attrice non protagonista nel 1972, la moglie fedele del senatore fedifrago in La seduzione del potere (1979) di Jerry Schatzberg.
Raggiunse l'apice della carriera con il ruolo della bionda e ingenua provinciale che afferra il microfono e tenta la chance di diventare una diva, cantando il motivo It Don't Worry Me, nel finale di Nashville (1975) di Robert Altman. Nel 1976 interpretò uno dei suoi ruoli migliori, quello di una maga imbrogliona nel film Complotto di famiglia (1976), nel quale fu diretta da Alfred Hitchcock, alla sua ultima regia prima del ritiro dalle scene. Nello stesso anno si ripropose in veste comica, accanto a Jodie Foster, nella commedia disneyana Tutto accadde un venerdì di Gary Nelson.
Dagli anni ottanta la Harris ridusse progressivamente le sue apparizioni sul grande schermo, dedicandosi alla direzione di un'agenzia di casting di voci. Tra gli ultimi film a cui partecipò, da ricordare la commedia Peggy Sue si è sposata (1986) di Francis Ford Coppola. La sua ultima apparizione al cinema risale al 1997 nel film L'ultimo contratto.
È stata sposata dal 1955 al 1958 con il regista e docente Paul Sills, morto nel 2008 all'età di 80 anni.
Harris morì a causa di un tumore ai polmoni in Scottsdale, Arizona il 21 agosto 2018, all'età di 83 anni.

## Filmografia

### Cinema
- L'incredibile Murray - L'uomo che disse no (A Thousand Clowns), regia di Fred Coe (1965)
- Oh Dad, Poor Dad, Mamma's Hung You in the Closet and I'm Feelin' So Sad, regia di Richard Quine (1967)
- Appartamento al Plaza (Plaza Suite), regia di Arthur Hiller (1971)
- Chi è Harry Kellerman e perché parla male di me? (Who Is Harry Kellerman and Why Is He Saying Those Terrible Things About Me?), regia di Ulu Grosbard (1971)
- Oggi sposi: sentite condoglianze (The War Between Men and Women), regia di Melville Shavelson (1972)
- Mixed Company, regia di Melville Shavelson (1974)
- Detective fra le piume (The Manchu Eagle Murder Caper Mystery), regia di Dean Hargrove (1975)
- Nashville, regia di Robert Altman (1975)
- Complotto di famiglia (Family Plot), regia di Alfred Hitchcock (1976)
- Tutto accadde un venerdì (Freaky Friday), regia di Gary Nelson (1976)
- Il boxeur e la ballerina (Movie Movie), episodio "Baxter's Beauties of 1933", regia di Stanley Donen (1978)
- Gli spostati di North Avenue (The North Avenue Irregulars), regia di Bruce Bilson (1979)
- La seduzione del potere (The Seduction of Joe Tynan), regia di Jerry Schatzberg (1979)
- Cuori di seconda mano (Second-Hand Hearts), regia di Hal Ashby (1981)
- Peggy Sue si è sposata (Peggy Sue Got Married), regia di Francis Ford Coppola (1986)
- Nice Girls Don't Explode, regia di Chuck Martinez (1987)
- Due figli di... (Dirty Rotten Scoundrels), regia di Frank Oz (1988)
- L'ultimo contratto (Grosse Pointe Blank), regia di George Armitage (1997)

### Televisione
- Alfred Hitchcock presenta (Alfred Hitchcock Presents) – serie TV, 1 episodio (1961)
- La città in controluce (Naked City) – serie TV, 1 episodio (1962)
- What's Going on Here? – film TV (1963)
- Chronicle – serie TV, 1 episodio (1963)
- Channing – serie TV, 1 episodio (1963)
- La parola alla difesa (The Defenders) – serie TV, 1 episodio (1964)
- The Nurses – serie TV, 2 episodi (1964)
- Stand Up and Cheer – serie TV (1971)
- Middle Ages – serie TV, 1 episodio (1992)

## Doppiatrici italiane
- Rita Savagnone in Chi è Harry Kellerman e perché parla male di me?, Oggi sposi: sentite condoglianze
- Flaminia Jandolo in Appartamento al Plaza
- Livia Giampalmo in Complotto di famiglia
- Laura Gianoli in Tutto accadde un venerdì
- Ludovica Modugno in La seduzione del potere
- Maria Pia Di Meo in Peggy Sue si è sposata
- Vittoria Febbi in Due figli di...

## Riconoscimenti
Premi Oscar 1972 - Candidatura all'Oscar alla miglior attrice non protagonista per Chi è Harry Kellerman e perché parla male di me?